# Agrostis praticola
Agrostis praticola é uma espécie de gramínea do gênero Agrostis, pertencente à família Poaceae.